# Ouitouche
 (août 2017).
Si vous disposez d'ouvrages ou d'articles de référence ou si vous connaissez des sites web de qualité traitant du thème abordé ici, merci de compléter l'article en donnant les références utiles à sa vérifiabilité et en les liant à la section « Notes et références ».
Espèce
Statut de conservation UICN

LC : Préoccupation mineure
La ouitouche (Semotilus corporalis), aussi appelée poisson blanc ou mulet argenté, est une espèce de poissons de la famille des cyprinidés.

## Répartition
La ouitouche est originaire du Nord-Est des États-Unis et s'est répandue dans les années 1980 au Canada par des pêcheurs qui l'utilisaient comme appât pour la pêche à la truite. Ce poisson est considéré comme nuisible pour l'omble de fontaine.

## Reproduction
Elle se reproduit tôt le printemps et pond entre fin juin et début juillet. Ce poisson se multiplie rapidement ce qui a eu pour conséquence d'entrainer sa répartition rapide.

## Alimentation
La ouitouche a une alimentation variée (algues, menés, vers, œufs, insectes, etc.).

## Pêche et utilisation culinaire
La ouitouche est appréciée par les pêcheurs car elle oppose une résistance et peut mesurer jusqu'à 420 millimètres. Toutefois la plupart des pêcheurs ne connaissent pas ses utilisations culinaires.
La ouitouche est comestible. Elle a une chair blanche floconneuse avec un fin goût d'amande ressemblant à celui du doré ou du bar rayé.

## Systématique
Le nom valide complet (avec auteur) de ce taxon est Semotilus corporalis (Mitchill, 1817).
L'espèce a été initialement classée dans le genre Cyprinus sous le protonyme Cyprinus corporalis Mitchill, 1817.
Semotilus corporalis a pour synonymes :
- Cheilonemus corporalis (Mitchill, 1817)
- Chilonemus cataractus Baird, 1851
- Cyprinus bullaris Rafinesque, 1817
- Cyprinus corporalis Mitchill, 1817
- Leuciscus nitidus DeKay, 1842
- Leuciscus pulchellus Storer, 1839
- Leucosomus corporalis (Mitchill, 1817)
- Leucosomus rhotheus Cope, 1861
- Semotilus bullaris (Rafinesque, 1817)
- Squalius hyalope Cope, 1865

## Publication originale
- Mitchill, S. L. (1817). Report on the ichthyology of the Wallkill, from specimens of fishes presented to the society (Lycieum of Natural History)....by Dr. B. Akerly. American Monthly Magazine and Critical Review. 1: 289-290.